# طرفة
الطرفة بمعنى العجيبة، وعند البلغاء هو ما يكون خارقا للعادة أو الأخلاق المعتادة على نحو يتضمن الحسن واللطافة، ثم يلزم ايراد لفظ طرفة أو عجب أو ما بمعناهما وذلك لفظا أو تقديرا. قَالَ خَالِدُ بنُ صَفُوانَ خيرُ الكَلامِ ما طَرْفَتْ مَعَانِيه، وشَرْفَتْ مَبَانِيه، والتَذَّه آذانُ سَامِعيه.